# Hofamt Priel
Hofamt Priel ist eine Gemeinde mit 1708 Einwohnern (Stand 1. Jänner 2024) im Bezirk Melk in Niederösterreich.

## Geografie
Hofamt Priel liegt im Waldviertel am Nordufer der Donau in Niederösterreich. Die Fläche der Gemeinde umfasst 39,63 Quadratkilometer. 71 % der Fläche sind bewaldet.

### Gemeindegliederung
Das Gemeindegebiet umfasst folgende 27 Ortschaften (in Klammern Einwohnerzahl Stand 1. Jänner 2024):
- Am Reitern (53)
- Brand (26)
- Doberg (5)
- Eben (18)
- Fahrenbach (4)
- Feldmüllerstall (22)
- Forsthub (67)
- Gartln (23)
- Graslhof (0)
- Harland (12)
- Hinterhaus (0)
- Hofamt Priel (451)
- Holzian (56)
- Kalz/Reith (169)
- Klaus (0)
- Kleehof (15)
- Knogl (57)
- Mitterberg (75)
- Pemperreith (22)
- Rehberg (35)
- Rosenbichl (47)
- Rote Säge (0)
- Rottenberg (84)
- Rottenhof (54)
- Viehtrift (63)
- Weins (317)
- Ysperdorf (33)

Die Gemeinde besteht aus den Katastralgemeinden Hofamt Priel, Rottenhof und Weins.

### Nachbargemeinden
| St. Oswald           | Yspertal                                    | Münichreith-Laimbach |
| Nöchling             | Kompassrose, die auf Nachbargemeinden zeigt | Marbach              |
| St. Martin-Karlsbach | Ybbs                                        | Persenbeug-Gottsdorf |

## Geschichte

### 15. und 16. Jahrhundert
Eines der ältesten Gebäude ist der Rottenhof in der gleichnamigen Katastralgemeinde. Aus dem Wappen eines der ersten Besitzer des Rottenhofes (Mangold Irnfried) geht auch das Wappen der Gemeinde Hofamt Priel hervor. In einem  Auszug aus „Das Donauländchen der k.k. Patrimonialherrschaften im Viertel Obermannhartsberg in Niederösterreich“ von Johann Anton Friedrich Reil, veröffentlicht 1835, heißt es:

„Rothenhof bei Persenbeug. 1455 verkaufte König Ladislaus an Jorg Frey den Rathof. 1533 war Mang (Mangold) Irnfrid Besitzer, (laut Originalkaufbriefes „wegen Altenmarkt nebst Pisching von Ulrich v. Lapitz zu Reiben u. Weittenegkh Baider Rechten Doctor an Manngen. Irnfried van Ratenhof“), und als solcher kommt er 1550 auch im Archive des  Marktes Melk vor.
... Hier folgt Mang's eigene Unterschrift nebst Siegel, einer Rose mitten auf drei Zinnen. Auch liest man auf seinem Grabsteine zu Gottsdorf 1568 zu seinem Namen den Zusatz „vom Rotnhof“. Mangold war ein Protestant, auch sein Sohn Andre Irnfrid, welcher 1580 im Rothenhof lebte.“

### Das Massaker von Hofamt Priel 1945
Kurze Zeit vor Ende des Zweiten Weltkriegs wurden in der Nacht vom 2. auf den 3. Mai 1945 im Ort Hofamt Priel in einem sogenannten Endphaseverbrechen 228 jüdische Zwangsarbeiter – Männer, Frauen und Kinder – von einem unbekannten Kommando der SS ermordet, danach mit Benzin übergossen und teilweise verbrannt. Die Täter, die auch Hilfestellung von Einheimischen mit Ortskenntnissen erhalten haben müssen, konnten nie ausgeforscht werden. Der im Ort als Revierinspektor der Gendarmerie tätige Franz Winkler begann direkt nach dem Vorfall mit den Ermittlungen gegen die Täter, jedoch konnten die Verantwortlichen nie gefunden werden. Mögliche Mittäter sind der SS-Offizier und NSDAP-Mitglied Fritz Sedlazeck (später Gemeindearzt in Petzenkirchen) und der damalige Bürgermeister von Persenbeug. Die sterblichen Überreste wurden 1964 auf den jüdischen Friedhof St. Pölten überführt und in einem Massengrab beerdigt.
1993 finanzierte der Holocaust-Überlebende Ernst Fiala einen Gedenkstein für die Opfer, der schon zweimal versetzt wurde.
Die Brüder Tobias und Hans Hochstöger arbeiteten das Verbrechen im Film Endphase auf, der ORF zeigte im Jänner 2022 eine gekürzte Fassung unter dem Titel Das Schweigen der Alten.

## Kultur und Sehenswürdigkeiten

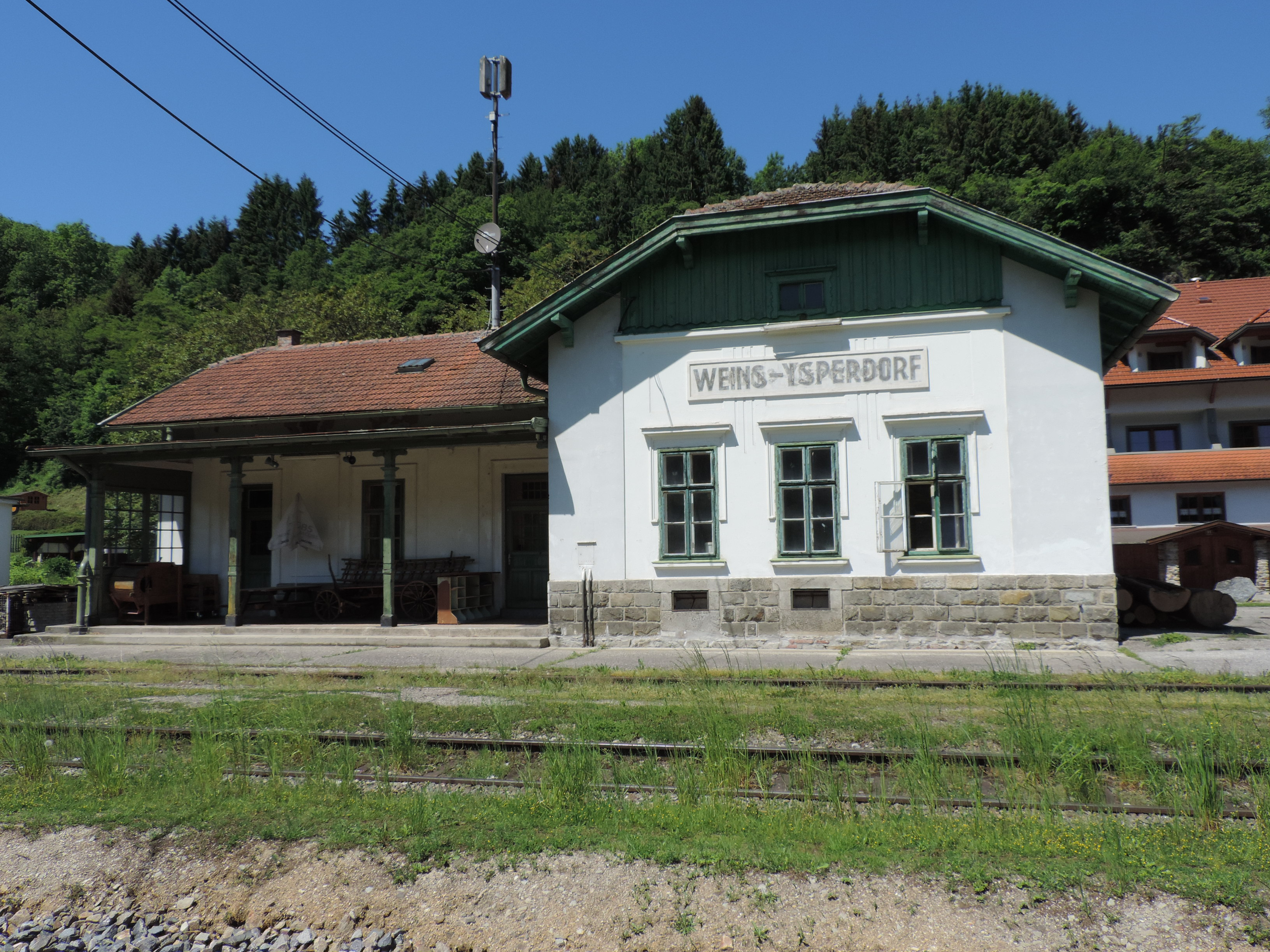
Alte Bahnstation Weins-Ysperdorf

### Bauwerke
- Schloss Rottenhof
- Altes Bahnhofsgebäude in Weins

## Vereine
- ASKÖ TC Hofamt Priel
- Musikverein Persenbeug Gottsdorf – Hofamt Priel
- Dorferneuerungsverein Weins
- Freiwillige Feuerwehr Weins-Ysperdorf
- Dorferneuerungsverein Hofamt Priel
- USV Hofamt Priel Sektion Fußball, Stocksport, Beachvolleyball, Tischtennis
- Landjugend Hofamt Priel – Persenbeug

## Wirtschaft und Infrastruktur
Nichtlandwirtschaftliche Arbeitsstätten gab es im Jahr 2001 46, land- und forstwirtschaftliche Betriebe nach der Erhebung 1999 82. Die Zahl der Erwerbstätigen am Wohnort betrug nach der Volkszählung 2001 749. Die Erwerbsquote lag 2001 bei 46,66 %.

### Öffentliche Einrichtungen
In Hofamt Priel gibt es einen Kindergarten.

## Politik

### Gemeinderat
Der Gemeinderat hat 19 Mitglieder.
- Mit den Gemeinderatswahlen in Niederösterreich 1990 hatte der Gemeinderat folgende Verteilung: 13 ÖVP und 6 SPÖ.
- Mit den Gemeinderatswahlen in Niederösterreich 1995 hatte der Gemeinderat folgende Verteilung: 11 ÖVP, 7 SPÖ und 1 Unabhängige Umweltliste Hofamt Priel (Grüne).[14]
- Mit den Gemeinderatswahlen in Niederösterreich 2000 hatte der Gemeinderat folgende Verteilung: 13 ÖVP und 6 SPÖ.[15]
- Mit den Gemeinderatswahlen in Niederösterreich 2005 hatte der Gemeinderat folgende Verteilung: 12 ÖVP und 7 SPÖ.[16]
- Mit den Gemeinderatswahlen in Niederösterreich 2010 hatte der Gemeinderat folgende Verteilung: 14 ÖVP und 5 SPÖ.[17]
- Mit den Gemeinderatswahlen in Niederösterreich 2015 hat der Gemeinderat folgende Verteilung: 12 ÖVP, 6 SPÖ und 1 FPÖ.[18]
- Mit den Gemeinderatswahlen in Niederösterreich 2020 hat der Gemeinderat folgende Verteilung: 14 ÖVP und 5 SPÖ.[19]

### Bürgermeister
- 1995–2023 Friedrich Buchberger (ÖVP)
- seit 2023 Franz Jaschke (ÖVP)

## Persönlichkeiten

### Mit der Gemeinde verbundene Persönlichkeiten
- Markus Slawitscheck (* 1992), Spieleautor und Lehrer